# Код Лиоко
Код Лиоко (на френски: Code Lyoko) е френски анимационен сериал, създаден от Томас Ромен и Таня Палумбо през 2003, произведен от MoonScoop във връзка с France 3 и Canal J. Серията използва конвенционалната анимация да представлява реалния свят и компютърно генерираните изображения да представлява виртуалния свят наречен Лиоко. Сериалът има 5 сезона: 4 сезона, направени с конвенционалната анимация; и Код Лиоко: Еволюция, петият сезон на сериала, който е игрален филм когато се появи реалният свят и все още използва компютърно генерираните изображения да представлява Лиоко.

## Резюме
Жереми е даровит ученик в Академията Кадик. Неслучайно е познат с прозвището „Айнщайн“.
В изоставена фабрика, близо до Академията, той се натъква на изоставен суперкомпютър. Гениалното хлапе бързо намира начин да го активира. Това променя живота му завинаги. Жереми разбира, че съществува виртуален свят, наречен Лиоко. Там открива Аелита – дъщеря на създателя на виртуалния свят. Жереми ѝ помага да излезе от капана на суперкомпютъра.
Заедно с нея и съучениците му Од, Юми и Улрих започват борба срещу мощен вирус, плъзнал в Лиоко и заплаващ да превземе целия свят. В Лиоко те се превръщат в истински воини – имат виртуални сили и оръжия, които им помагат да се изправят срещу опасния вирус Ксана.
Във втория сезон е открит нов сектор и се появява нов герой на име Уилям и мистериозния Франц Хопър.

## Герои
- Аелита Шефър, известна в Академията Кадик като Аелита Стоунс – е дъщерята на Франц Хопър и една от членовете на Воините на Лиоко. Аелита обаче се различава от останалите членове на екипа, защото тя е дълбоко свързана с Лиоко, защото тя остана като пазител на виртуалния свят десет години след като е била виртуализирана от баща си Франц Хопър. Жереми по-късно откри Лиоко и на свой ред Аелита, след като включи Суперкомпютъра. Тя е любовта на Жереми и съперникът на Лора.
- Жереми Белпоа – е даровит ученик, който намира и завива суперкомпютъра на фабриката, докато търси части за изграждането на своя робот. Като част от групата, специализира се в програмирането на нови начини да победи Ксана, и следи групата докато са на Лиоко. Защото не е атлетичен, но е добър с компютрите, Жереми почти никога не отива на Лиоко, но той бе виртуализиран само три пъти и каза, че няма да бъде виртуализиран отново. Жереми е влюбен в Аелита, откакто за първи път включи суперкомпютъра, съживявайки не само виртуалния свят Лиоко, но и злонамерената мулти-агентска система, наречена Ксана. Той е основният враг на Ксана, защото изглежда, че Ксана иска да се отърве от него повече, отколкото да се отърве от другите.
- Юми Ишияма – японски член на Воините на Лиоко. Тя се смята за по-зряла от групата, защото е с една година по-голяма от останалите (освен Уилям), и се грижи за по-младите членове. Тя е романтичният любовен интерес и на Улрих и на Уилям, и най-близката приятелка на Аелита.
- Од Дела Робия – комиксият член на групата. Од се смята, че има голям потенциал в училището, но рядко го използва и получава лоши оценки поради липсата му на обучение. Той споделя стаята си с Улрих и има куче на име Киви, което той крие в скрин, защото домашните любимци не се допускат в Академията Кадик. Той е женкар, но лошите му навици не му позволяват да има стабилна приятелка. Косата на Од има лилаво петно и е изправена, освен в епизод 0.
- Улрих Щерн – немски член на Воините на Лиоко. Неговият романтичен любовен интерес е Юми, с когото се влюбва по време на сериала и често се оказва, че се бори с романтичните си чувства към нея.
- Уилям Дънбар се присъедини към Код Лиоко в началото на втория сезон като един от съучениците на Юми. В края на третия сезон той става шестият член на Воините на Лиоко до първото си пътуване на Лиоко, когато Ксана го притежава и го използва като генерал до края на четвъртия сезон, кога е освободен и върнат като съюзник. Завръща се в Код Лиоко: Еволюция, и постоянно се присъединява към екипа като воин на Лиоко.
- Ксана – главният противник и закленият враг на Воините на Лиоко. Ксана е съвестна и опасна компютърна програма, която живее в суперкомпютъра и контролира виртуалния свят Лиоко. Основната директива на Ксана е да унищожи Воините на Лиоко и да поеме реалния свят. След предполагаемото си унищожение, Ксана успява да се съживи чрез Кортекс, и стана още по-силен от преди.